# Shankar Pillai
Shankar Pillai (Commack, ...) è un giocatore di poker statunitense.
Alle WSOP 2007 ha vinto un braccialetto nel $3.000 No Limit Hold'em.
Al gennaio 2012, le sue vincite totali nei tornei live superano i $580.000.
| Anno | Torneo                  | Premio   |
| ---- | ----------------------- | -------- |
| 2007 | $3.000 No Limit Hold'em | $527.829 |